# Gammel Strand (metrostation)

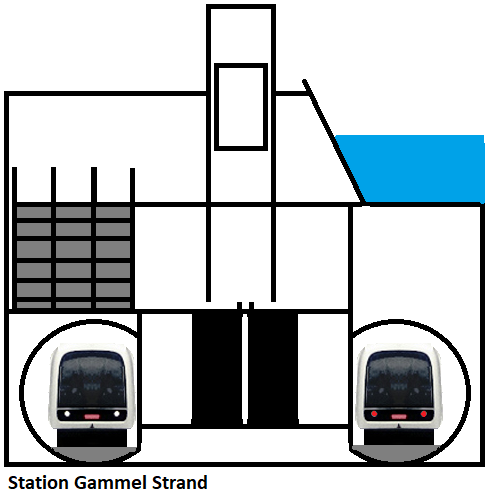
Schematische doorsnede

Gammel Strand is een ondergronds metrostation in de Deense hoofdstad Kopenhagen. Het ligt onder de gelijknamige monumentale kade en het Holmens Kanal. Door de ligging moest het standaardontwerp voor ondergrondse metrostations in Kopenhagen, een kuip met daklichten, worden aangepast. Het perron ligt deels onder water en de kuip is dan ook lager dan bij andere stations. De lift verbindt de straat rechtstreeks met het perron. Het station heeft geen echte verdeelhal maar heeft een overloop tussen een vaste trap naar de straat en drie roltrappen naar een tussenetage vlak boven het perron. Deze roltrappen liggen boven het noordelijke spoor. De tussenetage ligt in het midden van het perron en is aan weerszijden via roltrappen met het perron verbonden. Het station ligt aan lijn 3 die op 29 september 2019 werd geopend. Sinds 28 maart 2020 doet ook lijn 4 het station aan.
København H   · Rådhuspladsen · Gammel Strand · Kongens Nytorv · Marmorkirken · Østerport   · Trianglen · Poul Henningsens Plads · Vibenshus Runddel · Skjolds Plads · Nørrebro  · Nørrebros Runddel · Nuuks Plads · Aksel Møllers Have · Frederiksberg · Frederiksberg Allé · Enghave Plads · København H →
København Syd  · Mozarts Plads · Sluseholmen · Enghave Brygge · Havneholmen · København H   · Rådhuspladsen · Gammel Strand · Kongens Nytorv · Marmorkirken · Østerport   · Nordhavn  · Orientkaj